# Rilaena hyrcanus
Rilaena hyrcanus is een hooiwagen uit de familie echte hooiwagens (Phalangiidae).